# ادواردو پائیس
ادواردو دا کوستا پائیس (پرتغالی: Eduardo da Costa Paes؛ زادهٔ ۱۴ نوامبر ۱۹۶۹) یک سیاست‌مدار اهل برزیل و شهردار ریودو ژانیرو است.
در ۱۲ اوت ۲۰۱۲ میلادی، در پایان مراسم اختتامیه بازی‌های المپیک تابستانی ۲۰۱۲ میلادی، پائیس پرچم المپیک را توسط ژاک روگ، از شهردار لندن، بوریس جانسون دریافت کرد.